# ギル・ロバーツ
ギル・ロバーツ（Gil Roberts、1989年3月15日 ‐ ）は、アメリカ合衆国・オクラホマシティ出身の陸上競技選手。専門は短距離走。400mで44秒22の自己ベストを持つ。2016年リオデジャネイロオリンピック男子4×400mリレーの金メダリストである。競技生活の大半をハムストリングスの怪我に悩まされている。

## 経歴
ミルウッド高校 (en) 時代には、2006-2007年シーズンにアメリカンフットボールと陸上競技でオクラホマ州選手権に出場。卒業するまでにナイキ選手権（Nike Outdoor Nationals）を含む5つの全国タイトルを獲得するなど活躍し、卒業後はテキサス工科大学に進学した。しかし、1年時は怪我でほとんどレースに出場できずに終わった。

### 2009年
3月のNCAA室内選手権男子400mでは優勝したマイケル・ビンガム（45秒69）に0秒02及ばず、初のNCAAタイトルを惜しくも逃した。5月のBig 12選手権では男子400mを今季世界ランク4位（当時）の記録となる44秒86で制し、初のNCAAタイトルを目指して6月のNCAA選手権に出場したが、男子400m準決勝で負傷し途中棄権に終わった。同月の全米選手権男子400mは決勝まで進出し、ラショーン・メリット（44秒50）に次ぐ44秒93で2位に入りベルリン世界選手権アメリカ代表の座を掴んだ。世界大会初出場となった8月のベルリン世界選手権男子400mは46秒41で予選敗退に終わった。

### 2011年
3月のNCAA室内選手権は男子400mに出場するも不正スタートで予選失格に終わった。6月のNCAA選手権男子400m決勝はキラニ・ジェームスとの同タイム（45秒10）着差ありの優勝争いに0秒003差で敗れ、更にレーン侵害があったとして失格に終わった。

### 2012年
2月に室内400mで今季世界最高記録（当時）および自己ベストとなる45秒39をマークすると、同月の全米室内選手権男子400m決勝でも45秒39をマークし、カルヴィン・スミス・ジュニア（45秒96）らを抑えて初優勝を成し遂げた。3月のイスタンブール世界室内選手権には400m今季世界ランキング2位（当時）の記録（45秒39）を持って臨んだが、400mは準決勝敗退に終わった。しかし、決勝のみ出場した4×400mリレーではアメリカチームのアンカーを務めて優勝に貢献し、自身初となる世界大会のメダルを獲得した。6月上旬のNCAA選手権は男子400m準決勝を44秒84の自己ベスト（当時）で突破したが、決勝では44秒99とタイムを落として3位に終わり、卒業するまでにNCAAタイトルを獲得することはできなかった。同月下旬の全米選手権男子400mは準決勝で敗退した。

### 2013年
6月の全米選手権男子200mで準決勝まで進出したが、わずか0秒007差で決勝進出を逃した。

### 2014年
6月の全米選手権男子400mは予選45秒16、準決勝44秒99と、両ラウンドで全体1位のタイムをマークすると、迎えた決勝は44秒53の自己ベスト（当時）をマークし、ジョシュア・マンス（44秒89）やカイル・クレモンズ（45秒00）などを抑え、2年ぶり2度目となるシニアの全米タイトルを獲得した。

### 2015年
6月の全米選手権男子400mは46秒02で予選敗退に終わった。

### 2016年
初のオリンピックアメリカ代表を目指して7月の全米選手権男子400mに出場すると、準決勝では当初不正スタートの判定が下ったが、抗議の末に判定が覆り、準決勝を全体2位となる44秒67で突破。決勝はタイムは落としたものの2ラウンド連続の44秒台となる44秒73をマークし、ラショーン・メリット（43秒97）に次ぐ2位に入り初のオリンピック代表の座を掴んだ。8月のリオデジャネイロオリンピックには男子400mと4×400mリレーに出場すると、400mは準決勝で自己ベスト（44秒53）に迫る44秒65をマークするも全体9位に終わり、決勝に進出するには0秒16及ばなかった。しかし、決勝のみ出場した4×400mリレーはアメリカチームの3走を務めて金メダル獲得に貢献した。

### 2017年
6月23日の全米選手権男子400m準決勝で自己ベスト（44秒53）を3年ぶりに更新する44秒33をマークすると、翌日の決勝でも44秒22の自己ベストをマークして2位に入り、ロンドン世界選手権アメリカ代表の座を掴んだ。2009年ベルリン大会以来8年ぶりの出場となった8月のロンドン世界選手権男子400mには今季世界ランク5位（44秒22）として臨むと、予選を44秒92で突破し、8年前には進めなかった準決勝に進出した。準決勝では予選よりタイムを縮める44秒84をマークしたが、着順で決勝に進出できる組2着には0秒29、タイムで拾われるには0秒20届かず、組3着（全体10位）で敗退した。決勝のみ出場した男子4×400mリレーはアメリカチームの2走を務めて銀メダル獲得に貢献し、自身初の世界選手権メダルは獲得したが、アメリカチームは大会7連覇を逃した。

## 人物・エピソード
2017年3月24日のドーピング検査で陽性反応を示したが、恋人とのキスが原因だったため潔白となった。恋人が禁止薬物（プロベネシド）の含まれている鼻炎薬を摂取しており、熱いキスを頻繁に繰り返すうちにロバーツが禁止薬物を取り込んでしまったという。

## 自己ベスト
記録欄の（　）内の数字は風速（m/s）で、+は追い風を意味する。
| 種目 | 記録          | 年月日                      | 場所         | 備考           |
| 屋外 | 屋外          | 屋外                        | 屋外         | 屋外           |
| ---- | ------------- | --------------------------- | ------------ | -------------- |
| 100m | 10秒12 (+1.0) | 2014年5月3日                | ラボック     |                |
| 100m | 9秒92w (+5.0) | 2014年5月31日               | クレアモント | 追い風参考記録 |
| 200m | 20秒22 (+0.6) | 2014年6月14日               | チュラビスタ |                |
| 300m | 31秒81        | 2016年6月11日               | キングストン |                |
| 400m | 44秒22        | 2017年6月24日               | サクラメント |                |
| 室内 |               |                             |              |                |
| 200m | 20秒58        | 2012年2月10日               | アルバカーキ |                |
| 400m | 45秒39        | 2012年2月10日 2012年2月26日 | アルバカーキ |                |

## 主要大会成績
備考欄の記録は当時のもの
| 年   | 大会           | 場所             | 種目    | 結果         | 記録            | 備考                 |
| ---- | -------------- | ---------------- | ------- | ------------ | --------------- | -------------------- |
| 2009 | 世界選手権     | ベルリン         | 400m    | 予選5組5着   | 46秒41          | 全体32位             |
| 2012 | 世界室内選手権 | イスタンブール   | 400m    | 準決勝1組4着 | 47秒01          | 全体11位             |
| 2012 | 世界室内選手権 | イスタンブール   | 4x400mR | 優勝         | 3分03秒94 (4走) | 今季アメリカ最高記録 |
| 2016 | オリンピック   | リオデジャネイロ | 400m    | 準決勝3組4着 | 44秒65          | 全体9位              |
| 2016 | オリンピック   | リオデジャネイロ | 4x400mR | 優勝         | 2分57秒30 (3走) | 今季アメリカ最高記録 |
| 2017 | 世界選手権     | ロンドン         | 400m    | 準決勝3組3着 | 44秒84          |                      |
| 2017 | 世界選手権     | ロンドン         | 4x400mR | 2位          | 2分58秒61 (2走) | 今季アメリカ最高記録 |

### 全米選手権
優勝した全米選手権・全米室内選手権 (en) を記載
| 年   | 大会           | 場所         | 種目 | 記録   | 備考       |
| ---- | -------------- | ------------ | ---- | ------ | ---------- |
| 2012 | 全米室内選手権 | アルバカーキ | 400m | 45秒39 |            |
| 2014 | 全米選手権     | サクラメント | 400m | 44秒53 | 自己ベスト |